# タイの国旗
タイの国旗は、赤、白、紺、白、赤の5本の横帯で示される。トン・トライロング（タイ語: ธงไตรรงค์, ラテン文字転写: Thong Trairong）ともいい、「三色旗」を意味する。中央の紺の帯は他の4本の2倍の幅である。赤、白、紺の3つの色はそれぞれ国家（ชาติ）、宗教（ศาสนา）、国王（พระมหากษัตริย์）を示しており、これらは非公式ではあるがタイのスローガンである。

軍艦旗。縦横比は2:3
タイ王国海軍の国籍旗
1916年から1917年にかけて使用された国旗

軍隊用陸上旗、海上旗は共に1917年制定。

## 過去の国旗
タイの最初の国旗（ナーラーイ大王（1656年-1688年）の時代から使われるようになったともいわれるが、詳細は不明）は赤く無地であった。その後、ナパーライ王（ラーマ2世、1809年-1824年）は、赤地の上に白いチャクラ（仏教の輪）とその内側に白象を載せた。
1855年、モンクット王（ラーマ4世、1851年-1868年）は、王家のシンボルである白象を配した旗を正式な国旗とした。無地の旗では国際的に識別しがたいためである。
1916年に、現在の国旗のようなものになった。ただし、中央の帯の色は外側と同じく赤であった。ワチラーウット王（ラーマ6世、1910年-1925年）が洪水の際に国旗が逆さまになっているのを見て、同じことが起こるのを防ぐために対称的な図柄にした、という逸話もある。1917年、中央の色は紺に変えられたが、これはラーマ6世の誕生日である金曜日を示す色だという。
| 国旗            | 期間                                          | 備考                                                                           | 意匠 |
| --------------- | --------------------------------------------- | ------------------------------------------------------------------------------ | --- |
|                 | ?1700年頃–1790年頃                            | ? アユタヤ王朝後期からトンブリー王朝にかけての海上旗                           | 長方形の赤い旗                                                                                                   |
| ? c.1790–1855   | ? 1855年までの商船旗                          |                                                                                | 長方形の赤い旗                                                                                                   |
|                 | ?1790年頃–1820年頃                            | ? チャクリー王朝のラーマ1世が採用した海上旗、軍艦旗                            | 赤地に白いスダルシャナ（ヴィシュヌの力の象徴である円盤状の武器・チャクラム）。チャクリー王朝の象徴でもある       |
|                 | ?1820年頃–1855年                              | ? ラーマ2世により変更された旗                                                  | 赤地に白いチャクラム、その中に白象                                                                               |
|                 | ?1855年–1893年                                | ? ラーマ4世による海上旗                                                        | 赤地の中央に、ホイスト（旗竿）側を向いた白象。タイ語で「Thong Chang Puak (タイ語: ธงช้างเผือก, 象の旗)と呼ばれた。 |
| ?1893–1916      | ? 1916年までの商船旗                          |                                                                                | 赤地の中央に、ホイスト（旗竿）側を向いた白象。タイ語で「Thong Chang Puak (タイ語: ธงช้างเผือก, 象の旗)と呼ばれた。 |
|                 | ?1893年–1898年                                | ? 政府用海上旗及び軍艦旗。旗の使用者のエンブレムをホイスト側の上部隅に表示する | 赤地の中央にホイスト側を向いた王の神器をまとった白象                                                             |
| ? 1898年–1912年 | ? 政府用海上旗及び軍艦旗                      |                                                                                | 赤地の中央にホイスト側を向いた王の神器をまとった白象                                                             |
| ?1912年–1917年  | ? ラーマ6世が採用した政府用旗及び政府用海上旗 |                                                                                | 赤地の中央にホイスト側を向いた王の神器をまとった白象                                                             |
|                 | ?1917年                                       | ? 商船旗                                                                       | 赤旗に2つの白い水平の線。線の太さは幅の6分の1で、上端および下端からは幅の6分の1                                  |
|                 | 1917年以降                                    | ? 国旗、商船旗、政府用海上旗                                                   | 幅の3分の1の太さの水平の紺色の線。その上と下を幅の6分の1の白線に挟まれ、そのさらに上下には幅の6分の1の赤線が入る |